# Ekologisk artbildning
Ekologisk artbildning är ett fenomen inom evolutionsbiologi som förklarar en möjlig process för bildandet av nya arter. Förekomsten i naturen har varit omstridd, men forskningsfältet har expanderat kraftigt på senare år och flera bevis liksom modeller har lagts fram.

## Artbildning
All artbildning grundar sig i att en barriär uppstår mellan olika delar av en population. Denna barriär behöver inte nödvändigtvis vara en fysisk separering, utan kan även vara en skillnad i ekologisk nisch som uppstått. Barriären hindrar ett byte av gener mellan de separerade delarna av population. Detta leder på sikt till en reproduktiv isolering, att det inte längre är möjligt för en individ från den ena gruppen att få en fertil avkomma med en individ från den andra gruppen.
Ekologisk artbildning kallas den artbildning som inte är beroende av geografisk isolering, utan snarare en följd av en förändring anpassning till den lokala miljön. 

### Uppkomst
Vid ekologisk artbildning tänker man sig att det uppkommer en variant av den aktuella populationens ekologiska nisch, såsom exempelvis att vissa individer av en insektspopulation börjar parasitera på en värdväxt som arten och populationen tidigare inte nyttjat. Detta kan uppkomma om genetiska egenskaper som tidigare inte varit aktiva kommer till uttryck hos individen.
I en situation där den nyuppkomna varianten av den ekologiska nischen ger individen en fördel i konkurrensen om resurser, kommer dennas fitness öka vilket alltså ökar individens reproduktiva förmåga.
Samtidigt som ett selektionstryck finns för ett effektivt utnyttjande av befintliga resurser, uppstår ett selektionstryck även för utnyttjande av den nyuppkomna varianten. 
En individ som nyttjar den aktuella resursen på det "gamla" sättet, har bäst möjligheter att föra sina gener vidare till kommande generationer om denna fortplantar sig med en partner som också den nyttjar resursen på det "gamla" sättet.
Då selektionen ständigt verkar för att de individer som bäst kan konkurrera om tillgängliga resurser kommer föra sina gener vidare, kommer varje individ söka en partner vars fenotyp vittnar om bra gener. En individ som nyttjar en resurs på ett för populationen nytt sätt söker således en partner som är effektiv på att nyttja resursen på samma sätt. Av samma anledning söker den individ som nyttjar en resurs på det "gamla" sättet efter en partner som uppvisar gott genmaterial för att nyttja resursen på samma sätt.
Detta ger att populationen kommer utsättas för en form av divergent selektion, där genetiska skillnader ackumuleras mellan olika delar av populationer, eftersom genflödet mellan de två grupperna är litet eller inget alls.
Med tiden leder det bristande genflödet till sådana olikheter i genomet att individer från de olika grupper inte längre kan reproducera sig med varandra och få en fertil avkomma.

## Exempel

### Ciklider i Victoriasjön
Victoriasjön i östra Afrika har under sin 400 000 år långa historia mer eller mindre torkat ut vid tre tillfällen. Varje tillfälle har varit en flaskhals för organismerna som levt i sjön, då långt ifrån alla individer eller arter överlevt sjöns drastiska minskning. Efter den senaste uttorkningen, för ca 15 000 år sedan fanns en stor mängd mikrohabitat och ekologiska nischer som ingen art längre nyttjade. Detta ledde fram till att det fåtal arter av ciklider som fanns i sjön snabbt utvecklades till hundratals nya arter som kunde nyttja dessa nya nischer.

### Gyckelblomsväxter
Inom populationer av Mimulus cardinalis och M. lewisii, två arter av gyckelblommor, har mutationer observerats hos gener som reglerar fenotypen, individens form och utseende. Just dessa gener påverkade färgsättningen på var och en av blommorna. Det visade sig att färgen på blommorna hade inverkan på vilken pollinatör som interagerade med växten, vilket också ledde till en reproduktiv isolation mellan olika delar av populationerna.

### Äppelflugan

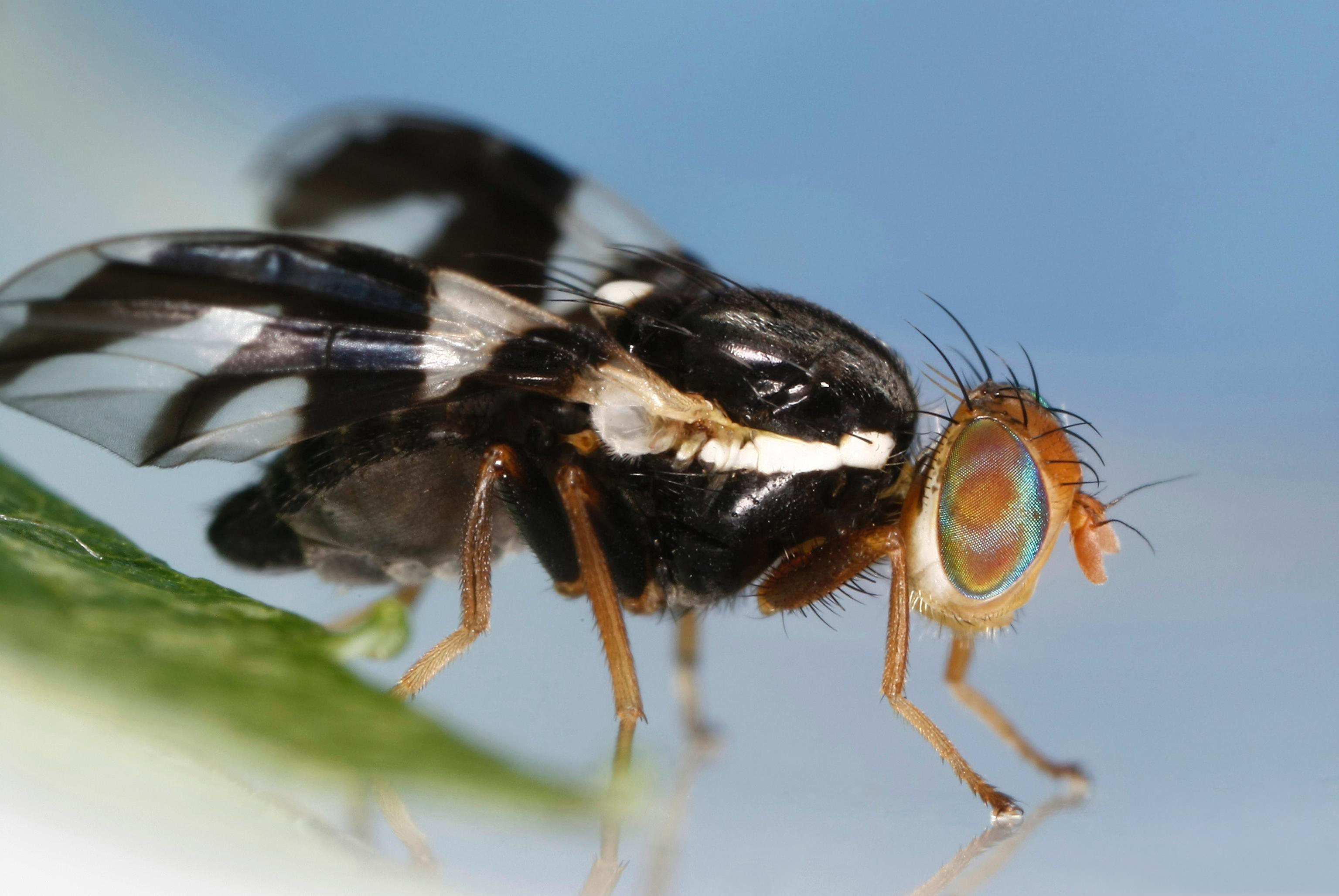
Äppelflugan brukar framföras som exempel på ekologisk artbildning

Det kanske mest klassiska exemplet på ekologisk artbildning har skett i Nordamerika där en reproduktivt isolerad variant av äppelflugan (Rhagoletis pomonella) har uppkommit sedan introduktionen av äppelodlingar på 1800-talet. 
Flugan, som tidigare endast parasiterade på havtorn, har nu både populationer anpassade för att nyttja havtorn och sådana för att nyttja äpplen som värdväxt. De två varianterna har nästan inget genutbyte alls sinsemellan, men är utseendemässigt oskiljbara och har ännu inte fått status som två olika arter.